# Mike McKenna
Mike McKenna (* 11. April 1983 in St. Louis, Missouri) ist ein ehemaliger US-amerikanischer Eishockeytorwart. Zwischen 2009 und 2019 bestritt er 35 Partien für insgesamt sieben Teams der National Hockey League, kam jedoch überwiegend in deren Farmteams in der American Hockey League zum Einsatz.

## Karriere

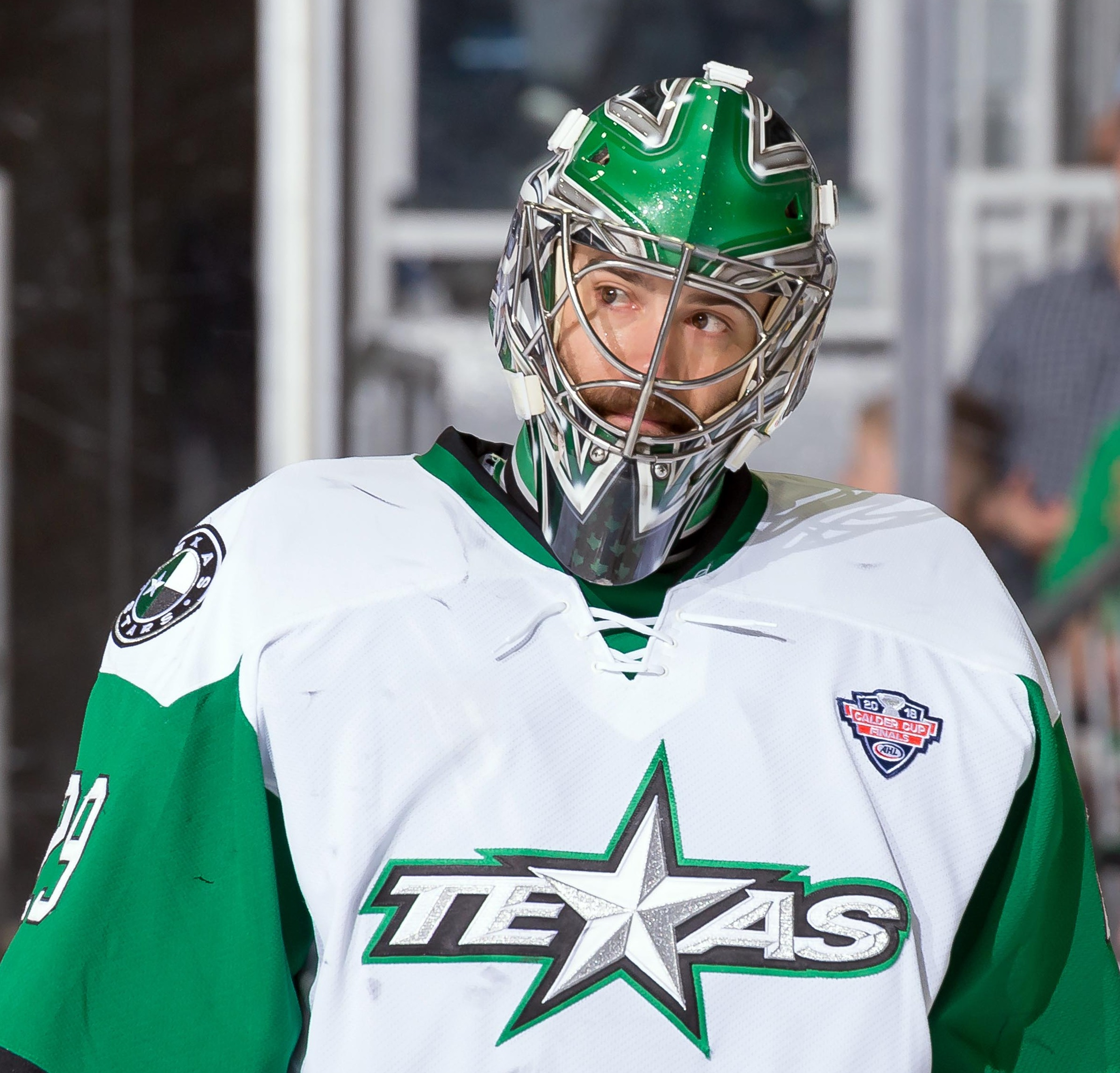
McKenna im Trikot der Texas Stars (2018)

McKenna spielte während seiner Juniorenzeit zwischen 1999 und 2001 für die Springfield Junior Blues in der North American Hockey League. Im Sommer 2001 ging der Torhüter schließlich an die St. Lawrence University, um dort ein Studium zu verfolgen. Parallel spielte er für das Universitäts-Eishockeyteam in der ECAC Hockey, einer Division der National Collegiate Athletic Association. Insgesamt blieb McKenna vier Jahre bis zum Frühjahr 2005 an der Universität und wurde während dieser Zeit im NHL Entry Draft 2002 in der sechsten Runde an 172. Stelle von den Nashville Predators ausgewählt.
Die Predators zogen allerdings nicht die Option und nahmen den Schlussmann unter Vertrag, so dass dieser sich zur Saison 2005/06 den Las Vegas Wranglers aus der ECHL anschloss und zwei Jahre lang treu blieb. Während dieser Zeit machten seine Leistungen auch die höherklassigen Franchises aus der American Hockey League auf sich aufmerksam. Sporadisch kam er daher zu Einsätzen für die Norfolk Admirals, Omaha Ak-Sar-Ben Knights und Milwaukee Admirals. Mit Beginn der Saison 2007/08 sicherte sich der US-Amerikaner ein einjähriges festes Engagement bei den Portland Pirates aus der AHL, wo er gleich zum Stammkeeper avancierte. Dennoch wurde sein Vertrag am Saisonende nicht verlängert und McKenna schloss sich erneut den Norfolk Admirals an. Im Februar 2009 entschied sich Norfolks Kooperationspartner, die Tampa Bay Lightning aus der National Hockey League, McKenna für den Rest des Spieljahres unter Vertrag zu nehmen, nachdem sowohl Stammtorwart Mike Smith als auch sein Vertreter Olaf Kölzig verletzungsbedingt lange ausfielen. Im restlichen Saisonverlauf bis April kam der Torwart, der sich den Posten mit Karri Rämö teilte, auf 15 NHL-Einsätze. Im September 2009 sicherten sich daraufhin die New Jersey Devils seine Dienste für die folgende Spielzeit, der bereits im Februar 2010 vorzeitig um ein weiteres Jahr verlängert wurde. Mit der Ausnahme von zwei NHL-Einsätzen in der Saison 2010/11 spielte McKenna aber ausschließlich für deren Farmteams, die Lowell Devils und Albany Devils.
In den folgenden Spielzeiten wurde McKenna von den Ottawa Senators, St. Louis Blues, Columbus Blue Jackets und Arizona Coyotes jeweils für ein Jahr unter Vertrag genommen, kam aber lediglich für Columbus und Arizona zu fünf weiteren NHL-Einsätzen. Ansonsten stand er für deren Farmteams Binghamton Senators, Peoria Rivermen, Springfield Falcons und Portland Pirates zwischen den Pfosten. Zur Saison 2015/16 wechselte er in die Organisation der Florida Panthers, die ihn weiterhin bei den Portland Pirates aufliefen lassen. Mit Beginn der Saison 2016/17 stand McKenna im Kader des neuen Panthers-Farmteams, den Springfield Thunderbirds.
Zur Trade Deadline am 1. März 2017 gaben ihn die Panthers im Tausch für Adam Wilcox an die Tampa Bay Lightning ab, für die er bereits in der Saison 2008/09 aktiv war. Im Juli 2017 wechselte er schließlich als Free Agent zu den Dallas Stars, nachdem sein auslaufender Vertrag nicht verlängert wurde. In gleicher Weise schloss er sich im Juli 2018 den Ottawa Senators an. Diese gaben den US-Amerikaner jedoch im Januar 2019 samt Tom Pyatt und einem Sechstrunden-Wahlrecht für den NHL Entry Draft 2019 an die Vancouver Canucks ab, während Anders Nilsson und Darren Archibald nach Ottawa wechselten. Die Canucks wollten McKenna direkt über den Waiver in die AHL schicken, wobei sein Vertrag allerdings von den Philadelphia Flyers übernommen wurde. Dort beendete er die Saison 2018/19 und erklärte seine aktive Karriere anschließend für beendet.

## Erfolge und Auszeichnungen
- 2007 ECHL Second All-Star Team
- 2013 AHL-Torwart des Monats November
- 2016 Teilnahme am AHL All-Star Classic

## Karrierestatistik
(Legende zur Torhüterstatistik: GP oder Sp = Spiele insgesamt; W oder S = Siege; L oder N = Niederlagen; T oder U oder OT = Unentschieden oder Overtime- bzw. Shootout-Niederlage; Min. = Minuten; SOG oder SaT = Schüsse aufs Tor; GA oder GT = Gegentore; SO = Shutouts; GAA oder GTS = Gegentorschnitt; Sv% oder SVS% = Fangquote; EN = Empty Net Goal; 1 Play-downs/Relegation; Kursiv: Statistik nicht vollständig)